# Fortaleza de Ixiamas
La fortaleza de Ixiamas es un sitio arqueológico preinca ubicado en la selva alta de Bolivia.
Se encuentra ubicado en el municipio de Ixiamas, en el valle del río Tequeje, un afluente del río Beni, a un altitud de 903 metros sobre el nivel del mar. Louis Girault y Juan Faldin documentaron esta importante fortaleza ya en los años 1970.

## Descripción
La fortaleza consta de una muralla larga más de 300 metros utilizada por razones defensivas.
Según el arqueólogo boliviano Freddy Arce Helguero, la fortaleza fue construida por poblaciones preincas. Es posible que los incas hayan utilizado la fortaleza en los tiempos del imperio, como tambo y lugar de intercambio comercial con pueblos de la planicie amazónica pertenecientes a la Cultura Hidráulica de las Lomas.